# Покровский район (БАССР)
Покровский район Башкирской АССР был образован 20 марта 1937 года и расформирован 12 декабря 1962 года.
Райцентром назначено село Фёдоровка, с 1938 года — село Бедеево (Бедеева-Поляна, сейчас Бедеева Поляна).
Постановлением Всероссийского Центрального Исполнительного Комитета «Об образовании новых районов в Башкирской АССР» от 20 марта 1937 года в Башкирии были сформированы 6 новых районов: Байкибашевский, Воскресенский, Ишимбайский, Кандринский, Матраевский и Покровский.
1.02.1963 (12.12.1962) упразднены Абзелиловский, Архангельский, Аскинский, Аургазинский, Бакалинский, Балтачевский, Бижбулякский, Благоварский, Благовещенский, Буздякский, Бурзянский, Гафурийский, Давлекановский, Дуванский, Дюртюлинский, Ермекеевский, Зилаирский, Иглинский, Калтасинский, Кигинский, Краснокамский, Кугарчинский, Кушнаренковский, Куюргазинский, Макаровский, Мечетлинский, Мишкинский, Миякинский, Нуримановский, Покровский, Стерлибашевский, Татышлинский, Учалинский, Фёдоровский, Шаранский, Юмагузинский районы.
Покровский райком создан в 1937 г. в связи с образованием района. Ликвидирован в 1962 г. в связи с упразднением района решением ноябрьского (1962) Пленума ЦК КПСС.